# Micromya longicauda
Micromya longicauda är en tvåvingeart som beskrevs av Mo 2000. Micromya longicauda ingår i släktet Micromya och familjen gallmyggor.
Artens utbredningsområde är Shandong (Kina). Inga underarter finns listade i Catalogue of Life.